# Josh Gordon (Regisseur)
Josh Gordon (* im 20. Jahrhundert) ist ein US-amerikanischer Regisseur.

## Leben
Gordon arbeitet eng mit dem Regisseur Will Speck zusammen. Gemeinsam inszenierten sie nach Abschluss ihres Studiums an der NYU Film School der Tisch School of the Arts 1997 den Kurzfilm Culture, für den die beiden bei der Oscarverleihung 1999 für den Oscar in der Kategorie Bester Kurzfilm (Live Action) nominiert waren. Im Anschluss wurden die beiden in Reaktion auf ihre Regiearbeit bei der Produktionsfirma RSA Films anstellig und sie begannen, Werbefilme zu inszenieren. 2007 gründeten sie mit Furlined eine Firma. Im gleichen Jahr inszenierte sie mit Die Eisprinzen ihren ersten Langspielfilm. Weitere gemeinsame Produktionen für Film und Fernsehen folgten. Gordon und Speck betreiben die eigene Firma Speck Gordon Inc.

## Filmografie (Auswahl)
- 1997: Culture (Kurzfilm)
- 2007: Die Eisprinzen (Blades of Glory)
- 2010: Umständlich verliebt (The Switch)
- 2013: The Power Inside (Miniserie)
- 2016: Office Christmas Party